# Patricia Fernández Llama
Patricia Fernández Llama és una científica, investigadora i professora espanyola. Actualment, treballa com a doctora en medicina i és la responsable de la Unitat d'Hipertensió Arterial i de nefrologia de la Fundació Puigvert. Actualment, està treballant en la línia d'estudi de la proteòmica renal i urinària: els biomarcadors en patologies amb trastorn del balanç hidrosali i hipertensió arterial i lesions d'òrgans diana.

## Biografia
Patricia és una investigadora científica espanyola i actual professora associada del grau de medicina de la Universitat Autònoma de Barcelona. Va llicenciar-se en Medicina i Cirurgia per la Universitat Autònoma de Madrid l'any 1990. Entre altres dels seus estudis complementaris es troba un doctorat en Medicina i Cirurgia l'any 1996, aquesta vegada en la Universitat de Barcelona. Fernández va decidir especialitzar-se finalment en Nefrologia i Hipertensió arterial.
Des de l'any 1991 fins al 1995 va exercir com a resident de nefrologia a l'Hospital Clínic de Barcelona mentre cursava el seu grau.
En graduar-se va estar tres anys en el NIH (National Heart, Lung and Blood Institute), on va col·laborar en el Laboratori de Metabolisme renal i electrolític (LKEM). A més a més, va treballar durant un any com a investigadora en l'Hospital Clínic de Barcelona.
L'any 2000 va començar a treballar en la Fundació Puigvert, on porta ja més de vint anys, com a responsable de la Unitat d'Hipertensió Arterial, en el servei de nefrologia de la fundació.
Patricia Fernández Llama és membre de diferents societats de renom en l'àmbit cientific, i sobretot mèdic com la European Society of Hypertension; la Sociedad Española de Nefrología, la Sociedad Española de Hipertensión, Societat Catalana de Nefrologia, i Societat Catalana de Hipertensión.

### Publicacions
És autora de més de 50 articles, així com d'alguns capítols de llibres entre els quals destaquen:
- Molecular biology of water and salt regulation in the kidney (un article científic juntament amb Cristina Esteva Font i José Ballarín Castán on parlen sobre la funció de les molècules involucrades en el transport de sodi i aigua al ronyó)
- Renal volume and cardiovascular risk assessment in normotensive autosomal dominant polycystic kidney disease patients. (un article també amb José Ballarín i altres 8 investigadors de la Fundació Puigvert on parlen de l'evolució dels pacients amb malalties cardiovasculars
- Pathogenesis of Sodium Retention in Cirrhosis: The Arterial Vasodilation Hypothesis of Ascites Formation. Ascites and Renal Dysfunction in Liver Disease (un capítol del llibre Ascites and Renal Dysfunction in Liver Disease: Pathogenesis, Diagnosis, and Treatment, (on recull la investigació de Patricia Fernández, Pere Ginès i Robert W. Schrier, que parlen sobre la retenció de sodi en la cirrosis)

És una investigadora que a més ha estat citada més de 3000 vegades entre els diferents lectors dels seus treballs i que ha portat a terme més de 50 conferències i cursos, màsters i congressos tant nacionals com internacionals.

## Reconeixements
Fernández ha rebut diferents distincions i premis en el seu gremi, entre el que destaca el Premio de la investigación clínica de la Fundación Renal Íñigo Álvarez de Toledo en l'any 2007.